# Lubenec
Lubenec település Csehországban, Lounyi járásban. Lubenec Blatno, Valeč, Vrbice, Vroutek, Čichalov, Chyše és Tis u Blatna településekkel határos. Lakosainak száma 1303 fő (2024. január 1.).

## Népesség
A település lakosságának változását az alábbi diagram mutatja:
| Lakosok száma | 3051 | 2663 | 2504 | 1731 | 1609 | 1590 | 1424 | 1360 | 1528 | 1303 |
|               | 1869 | 1900 | 1921 | 1961 | 1980 | 2011 | 2016 | 2019 | 2021 | 2024 |